# 第31回NHK紅白歌合戦
『第31回NHK紅白歌合戦』（だいさんじゅういっかいエヌエイチケイこうはくうたがっせん）は、1980年（昭和55年）12月31日にNHKホールで行われた、通算31回目のNHK紅白歌合戦。21時から23時45分にNHKで生放送された。

## 出演者

### 司会者
- 紅組司会：黒柳徹子（『音楽の広場』司会）
- 白組司会：山川静夫アナウンサー
- 総合司会：中江陽三アナウンサー
- テレビ中継：金子辰雄アナウンサー
- 得点集計センター：生方惠一アナウンサー

黒柳は22年ぶり2度目、山川は9年連続9度目（白組司会は7年連続7度目）、中江は2年連続3度目の担当となった。
黒柳はテレビ朝日『徹子の部屋』、TBS『ザ・ベストテン』などの司会ぶりが評価され、紅組司会の第一候補としてアプローチを受け、司会に復帰した。その他の司会候補としては、竹下景子（この年の『思い出のメロディー』司会）、松坂慶子（『魅惑のファンタジー』司会）、加賀美幸子（NHKアナウンサー、『テレビファソラシド』進行役）、大竹しのぶ（この年の大河ドラマ『獅子の時代』出演）、星野知子（この年上期の連続テレビ小説『なっちゃんの写真館』ヒロイン）、森光子、ジュディ・オングらが候補に挙がっており、当初は「竹下と松坂の一騎討ち」とされていた。

### 出場歌手
紅組、      白組、      初出場、      返り咲き。
| 曲順 | 組 | 歌手名                        | 回 | 曲目                     |
| ---- | -- | ----------------------------- | -- | ------------------------ |
| 1    | 白 | 郷ひろみ                      | 8  | How many いい顔          |
| 2    | 紅 | 榊原郁恵                      | 3  | ROBOT（ロボット）        |
| 3    | 白 | 田原俊彦                      | 初 | 哀愁でいと               |
| 4    | 紅 | 松田聖子                      | 初 | 青い珊瑚礁               |
| 5    | 白 | 野口五郎                      | 9  | コーラス・ライン         |
| 6    | 紅 | 石野真子                      | 2  | ハートで勝負             |
| 7    | 白 | 海援隊                        | 2  | 贈る言葉                 |
| 8    | 紅 | 高田みづえ                    | 3  | 私はピアノ               |
| 9    | 白 | 西城秀樹                      | 7  | サンタマリアの祈り       |
| 10   | 紅 | 岩崎良美                      | 初 | あなた色のマノン         |
| 11   | 白 | 沢田研二                      | 8  | TOKIO                    |
| 12   | 紅 | 岩崎宏美                      | 6  | 摩天楼                   |
| 13   | 白 | クリスタルキング              | 初 | 大都会                   |
| 14   | 紅 | 八神純子                      | 初 | パープルタウン           |
| 15   | 白 | さだまさし                    | 2  | 防人の詩                 |
| 16   | 紅 | 五輪真弓                      | 初 | 恋人よ                   |
| 17   | 白 | もんた&ブラザーズ             | 初 | ダンシング・オールナイト |
| 18   | 紅 | ロス・インディオス&シルヴィア | 初 | 別れても好きな人         |
| 19   | 白 | 内山田洋とクール・ファイブ    | 9  | 魅惑・シェイプアップ     |
| 20   | 紅 | 小柳ルミ子                    | 10 | 来夢来人                 |
| 21   | 白 | 新沼謙治                      | 5  | さすらい派               |
| 22   | 紅 | 太田裕美                      | 5  | 南風 - SOUTH WIND -      |
| 23   | 白 | 布施明                        | 14 | 愛よその日まで           |
| 24   | 紅 | 桜田淳子                      | 7  | 美しい夏                 |
| 25   | 白 | 加山雄三                      | 7  | 湯沢旅情                 |
| 26   | 紅 | 研ナオコ                      | 4  | 夢枕                     |
| 27   | 白 | フランク永井                  | 24 | 恋はお洒落に             |
| 28   | 紅 | 島倉千代子                    | 24 | 女がひとり               |
| 29   | 白 | ゴダイゴ                      | 2  | ポートピア               |
| 30   | 紅 | ジュディ・オング              | 2  | 麗華の夢                 |
| 31   | 白 | 菅原洋一                      | 14 | ラ・クンパルシータ       |
| 32   | 紅 | 金沢明子                      | 2  | 津軽あいや節             |
| 33   | 白 | 細川たかし                    | 6  | ほたる草                 |
| 34   | 紅 | 石川さゆり                    | 4  | 鴎という名の酒場         |
| 35   | 白 | 北島三郎                      | 18 | 風雪ながれ旅             |
| 36   | 紅 | 都はるみ                      | 16 | 大阪しぐれ               |
| 37   | 白 | 三波春夫                      | 23 | チャンチキおけさ         |
| 38   | 紅 | 水前寺清子                    | 16 | 三百六十五歩のマーチ     |
| 39   | 白 | 千昌夫                        | 8  | 味噌汁の詩               |
| 40   | 紅 | 森昌子                        | 8  | 波止場通りなみだ町       |
| 41   | 白 | 村田英雄                      | 19 | 夫婦酒                   |
| 42   | 紅 | 青江三奈                      | 14 | 酔心                     |
| 43   | 白 | 森進一                        | 13 | 恋月夜                   |
| 44   | 紅 | 小林幸子                      | 2  | とまり木                 |
| 45   | 白 | 五木ひろし                    | 10 | ふたりの夜明け           |
| 46   | 紅 | 八代亜紀                      | 8  | 雨の慕情                 |

- この年のアンケート上位は以下[2]。

| 順位 | 紅組     | 紅組 | 白組       | 白組 |
| 順位 | 歌手     | 出場 | 歌手       | 出場 |
| ---- | -------- | ---- | ---------- | ---- |
| 1位  | 八代亜紀 | ○    | 五木ひろし | ○    |
| 2位  | 森昌子   | ○    | 西城秀樹   | ○    |
| 3位  | 松田聖子 | ○    | 郷ひろみ   | ○    |
| 4位  | 山口百恵 | ×    | 野口五郎   | ○    |
| 5位  | 榊原郁恵 | ○    | 森進一     | ○    |

- 前回から1枠減の各23組が出場した。
- 歌手選考の最終過程である外部の「ご意見を伺う会」では、23組中21組が順当に選ばれ、残り2組をそれぞれ選考した[3]。
  - 紅組では、五輪真弓、金沢明子、河合奈保子、サーカス、佐良直美、三沢あけみが選考にかけられた。この年レズビアン疑惑が持ち上がって芸能生命の危機にあった佐良は、「あれは個人の嗜好の問題」として候補に残していたが、人気の急落が問題視され落選。残る歌手の中で、まず金沢が民謡ブームの功績を評価されて続投。最後の1枠は若手メンバーが五輪、ベテランメンバーがサーカスを押し、五輪が選出された[4]。一方、佐良と並ぶ当時の紅組の常連だった水前寺清子は、この年クラウンレコード（→日本クラウン）を退社、次のレコード会社が決まってないフリー状態だったためピンチに立たされていた（NHK歌謡番組の出演交渉はレコード会社を通じて行われる）が、NHKは「アンケートに入ればフリーの歌手であってもプロダクションを通じて出演交渉は致します」と回答、発表間近に水前寺はRCAレコード（→BMGビクター→BMGジャパン→BMGファンハウス→BMGジャパン→アリオラジャパン）に移籍、アンケートでもベストテン付近に位置し、無事出場できた[5]。
  - 白組では、渥美二郎、角川博、ゴダイゴ、菅原洋一、ツイストが選考にかけられ、菅原、次いでゴダイゴが選出された[4]。
- 初出場の岩崎良美は、姉の宏美が今回も連続出場を重ねており、姉妹同時出場を達成した。
- 前回の出場歌手の中より今回不選出となった歌手は以下（但し、前回に「特別出演」としてそれぞれ紅白出場した、美空ひばりと藤山一郎を除く）。 
  - 紅組:大橋純子・金田たつえ・サーカス・佐良直美・山口百恵[注釈 1]・渡辺真知子
  - 白組:渥美二郎・角川博・サザンオールスターズ・ツイスト
- 前回特別ゲストとして7年ぶりに復帰した美空ひばりは、当年「おまえに惚れた」がロング・ヒットとなってオファーされたが、「もう（紅白は）卒業した」との理由で出場を辞退した[6]。
- この年10月に芸能界を引退した山口百恵について、「人気アンケート」で4位だったため番組側は出演交渉を行ったが、「既に引退したので辞退します」との本人回答となり、出場はなかった[6]。

### 演奏
- 紅組：ダン池田とニューブリード・東京放送管弦楽団（指揮:ダン池田）
- 白組：小野満とスイング・ビーバーズ・東京放送管弦楽団（指揮:小野満）
- ゲスト
  - オールウェイズ - 沢田研二のバックバンド

### 審査員
- 松本幸四郎[注釈 2]（歌舞伎俳優。翌年高麗屋三代同時襲名）
- 陳舜臣（作家。『NHK特集 シルクロード』に出演）
- 佐久間良子（女優。翌年の大河ドラマ『おんな太閤記』の主人公・ねね役）
- 木田勇（日本ハムファイターズ投手。この年新人初のMVP受賞）
- 向田邦子（エッセイスト・放送作家。『花の名前』『かわうそ』『犬小屋』で第83回直木賞を受賞）
- 島田陽子（女優。映画『将軍 SHŌGUN』に出演）
- 鈴木喜久子（司法修習生）
- 角田好雄（パラリンピック陸上選手。1980年アーネムパラリンピック陸上男子スラローム2金メダル）
- 加藤好雄・NHK番組制作局長
- 地方審査員（全国400名）

### ゲスト出演者
- ザ・チェリーズ（タレント。『歌のビッグステージ』レギュラー。先攻・後攻抽選および桜田淳子の曲紹介）
- ニュー・ホリデー・ガールズ（コーラス&ダンスグループ。郷ひろみのダンスパートナーおよびフランク永井のサポート）
- ブンブン・イザトナルトブン、いなりやまつね吉、ごじゃえもん（『おかあさんといっしょ』の人形劇「ブンブンたいむ」キャラクター。榊原郁恵の曲中）
- ニルス、モルテン、レックス（アニメ『ニルスのふしぎな旅』のキャラクター。同上）
- 野村義男（タレント。田原俊彦の曲紹介および曲中）
- 近藤真彦（歌手・俳優。同上）
- サンデーズ（『レッツゴーヤング』のレギュラーグループ。レッツゴーヤングの80年度司会を務めた石野真子の曲中にバックダンサーとして登場[注釈 3]）
- 日野皓正（ミュージシャン。岩崎宏美の曲紹介。 アメリカ合衆国・ニューヨーク・ブルックリンより出演）
- タモリ（タレント。「羽ばたけ酉軍団」および内山田洋とクール・ファイブの曲前）
- 鈴木健二アナウンサー（クリスタルキングの曲紹介）
- 渡部絵美（元フィギュアスケート選手。八神純子の曲紹介）
- 磯村尚徳（NHKヨーロッパ総局長。 ポーランド・クラクフより中継）
- 星セント・ルイス（漫才師。布施明の曲前）
- 田中邦衛（俳優。加山雄三の曲紹介）
- 三波伸介（コメディアン。研ナオコの曲紹介。この後白組の応援「忍者」で登場、両軍の応援役となった）
- 紺野美沙子（女優。この年下期の連続テレビ小説『虹を織る』のヒロイン・島崎佳代役。島倉千代子の曲紹介）
- 高松英郎（俳優。同じく『虹を織る』のヒロインの父・島崎宗太郎役。同上）
- 岩本多代（女優。同じく『虹を織る』のヒロインの母・島崎八重役。同上）
- 春風亭小朝（落語家。この年36人抜きで抜擢真打に昇進。桜田淳子の曲紹介で謎掛けを披露）
- 望月美佐（書家。ジュディ・オングの曲中）
- 吉田簑助（人形浄瑠璃師。都はるみの曲紹介）
- パム・ハリス（バトントワラー。水前寺清子の曲中）

### 大会委員長
- 田中武志・NHK放送総局長

## 当日のステージ
- 黒柳の発案で、先攻・後攻を本番に決定するという試み[注釈 4]がなされた。そのため、今回の台本は、紅組が先行になった場合と、白組が先行となった場合の2種類が予め用意されていたという。本番オープニングでダーツ（宝くじの抽選会で使われているものと同型）を使った結果、白組が先攻となった。更に今回は攻守交代が1回も行われず、トリまでこの順番で進行した。
- 田原俊彦のステージでは、たのきんトリオとしてともに売り出していた野村義男と近藤真彦が応援として登場し、「哀愁でいと」の2番を、田原、近藤、野村の3名で歌唱した[7]。
- 松田聖子の衣装は、帽子のデザインが赤ちゃんのような顔のまわりをぐるりと囲むものだった。後に本人は「あの帽子はぎりぎりまで被るかどうか悩んだ」と語っている。
- 石野真子のステージでは、黒柳がバックダンサー役のサンデーズを紹介するも、石野の歌い出し部分に被ってしまった。
- 海援隊のステージでは、司会の山川が曲紹介で「今日は『3年白組金八先生』です」と話した。当時、アナウンサーや記者がNHKの番組内で民放の番組名、商標、固有名詞などを用いることは"ご法度"とされていた。
- 黒柳は五輪真弓の曲紹介の時に、｢歌手の皆さんも頑張ってますので応援よろしくお願いします｣と、手話を交えてのスピーチをした。
- 高田みづえのステージでは「私はピアノ」に因んで、八神純子と太田裕美がピアノ連弾で伴奏を担当、また曲に入る前には、高田の楽曲「潮騒のメロディー」のワンフレーズを二人で奏でた。なお八神と太田を紹介する時、黒柳は八神を「八代さん」と言い間違えた。
- 太田裕美のステージでは、太田は応援役の「カリフォルニア・スケート・パーク」と共にローラースケートを履いて入場した。太田は第39回（1988年）初出場の光GENJIよりも8年早くローラースケートを使用した。
- 新沼謙治の曲紹介に仮面ライダーV3のお面が登場した[8]。
- 菅原洋一は、タンゴ誕生100年にちなんで「ラ・クンパルシータ」を歌唱した[9]。
- 名物の紅組メンバーによるダンスは、今回はラインダンスではなくフレンチ・カンカンとなった（ラストは水前寺清子が倒れてロス・インディオスに担架で運ばれるオチ）。一方の白組は組体操ではなく「忍者」で、頭領役の三波伸介の号令の下、白い忍び装束を着た白組歌手がアクションを披露、最後は「紙テープによる蜘蛛の巣」を投げて終わった（珍しくオチ無し）。
- トリは前回と同じく、五木ひろしと八代亜紀が担当した。
- 紅組が優勝（通算17勝14敗）。

## 後日譚
- 電光掲示板による勝負判定は、今回で一旦区切りをつけた（抽選で選ばれた視聴者からの電話を得点集計センターで集計）。翌年の第32回から「日本野鳥の会」による得点集計に移行した。
- 第23回（1972年）にてんぷくトリオの一人として応援出場し、今回まで9連続応援役を務め、1970年代紅白に欠かせない応援役となった三波伸介は、今回が最後の出演となった。
- 1989年と1994年に、『思い出の紅白歌合戦』（BS2）で再放送された。なお再放送時には初回では使われなかった歌詞テロップを添えたが、石野真子の『ハートで勝負』の時、「危ないラブハンター」の部分のテロップが「危ないラブレター」と誤記された。
- 第9回（1958年）以来22年ぶりに紅組司会を務めた黒柳のこの記録は司会返り咲きまでの当時最長インターバル記録となった。以後黒柳は第34回（1983年）まで4年連続で紅組司会を担当[注釈 5]した後、32年後の第66回（2015年）で総合司会として司会復帰し、この記録を自身が更新した。